# Кокина, Ирена
Ирена Кокина (латыш. Irena Kokina) —  латвийский научный деятель, ректор Даугавпилсского университета.

## Биография
Родилась 2 января 1959 года в Лудзенском районе, Латвийская ССР.

## Научная деятельность
Имеет степень Доктора психологии.

## Ректор
В декабре 2017 года объявлен конкурс на должность ректора ДУ. Уже 10 января 2018 года стали известны претенденты на этот пост — профессора ДУ Ирена Кокина и Анита Сташулане. 6 февраля 2018 года прошли дебаты претендентов на должность ректора, доктор психологии и доктор теологии.
13 февраля 2018 года избрана на собрании ДУ ректором, из 97 голосов за неё отдано 55 голосов, за оппонента проголосовали 38. В выборах участвовали две кандидатуры — Ирена Кокина и Анита Сташулане.
24 апреля 2018 на заседании Правительства был рассмотрен вопрос назначения нового Ректора ДУ, Кокина была утвреждена. Сменила на посту Арвида Баршевскиса.